# Heffingsgrondslag
De heffingsgrondslag (of, indien van toepassing, belasting(s)grondslag of belastbare basis, bij indirecte belastingen veelal aangeduid met de term "maatstaf van heffing"), vormt een van de twee elementen op basis waarvan de hoogte van de verschuldigde belasting of premie voor sociale zekerheid wordt vastgesteld.
De hoeveelheid verschuldigde belasting of premie is in het eenvoudigste geval het rekenkundig product van de heffingsgrondslag en het belastingtarief. In de praktijk worden onder meer tariefdifferentiatie, schalen, plafonds, vrije voeten, vrijstellingen en aftrekposten gehanteerd, wat de berekening compliceert. In de sociale zekerheid komt het bovendien voor dat werkgever en werknemer ieder een deel van de premie betalen.

## Het belang van de heffingsgrondslag
Door het heffen van belastingen en sociale premies wordt de bron, waarop de heffingsgrondslag is gebaseerd, duurder: arbeidskosten zijn hoger dan het nettoloon, de prijs voor een consument is hoger dan de netto-opbrengst voor een verkoper. Van deze bron zal dan mogelijk minder gebruik worden gemaakt. Dientengevolge kan men door de keuze van de heffingsgrondslag het economisch gedrag van bijvoorbeeld consumenten of producenten trachten te beïnvloeden. Door bijvoorbeeld een hoge accijns te leggen op sigaretten, hoopt de overheid het roken tegen te gaan. Wordt de loonbelasting verhoogd, dan zal er substitutie plaatsvinden van arbeid door concurrerende productiemiddelen.
Een bekend recept tegen conjuncturele werkloosheid is dan ook een combinatie van loonmatiging en belastingverlaging. De vraag naar arbeid wordt zo gestimuleerd, terwijl tegelijk de bestedingen niet worden ontmoedigd. In Nederland staat dit ook wel bekend als het Plan Schouten. Een andere mogelijkheid is een combinatie van een vermindering van belasting en premies op het loon in combinatie met een verhoging van indirecte belastingen, in België bekend onder de naam Maribel-operatie.
De Belgische politieke partij Vivant is voorstander van het vervangen van loonlasten door een heffing op de toegevoegde waarde (productieheffing). In Nederland heeft GroenLinks enkele malen hetzelfde voorgesteld.
De Nederlandse econoom Piet van Elswijk gaat nog een stap verder. In het Plan Van Elswijk wordt niet alleen een productieheffing ingevoerd, maar wordt van die heffing een vast bedrag per werkende afgetrokken. Met dit systeem zijn experimenten gehouden in Groningen en Rotterdam.
Het Plan Bakhoven behelst een franchise voor de werkgeverspremies. Daardoor wordt laagbetaalde arbeid relatief goedkoper, wat volgens uiteenlopende berekeningen de verhoudingen op de arbeidsmarkt ten goede komt en de structurele werkloosheid vermindert.
Een heel ander voorbeeld waarbij de keuze van de heffingsgrondslag een rol speelt is de kilometerheffing, een methode om het autogebruik terug te dringen met als einddoel een schoner milieu. De effectiviteit en de uitvoeringskosten worden afgewogen tegen alternatieven als brandstofaccijns en tolheffing.

## Voorbeelden van heffingsgrondslagen per belastingwet
Wet inkomstenbelasting 2001 - Elke box heeft zijn eigen heffingsgrondslag. Artikel 2.3 (Heffingsgrondslagen) bepaalt dat de inkomstenbelasting wordt geheven over:
- Het belastbare inkomen uit werk en woning. Hierbij wordt impliciet gesteld dat de heffingsgrondslag in box 1 het belastbare inkomen uit werk en woning is. Artikel 2.10 (Tarief belastbaar inkomen uit werk en woning) bepaalt echter dat de "belasting op het belastbare inkomen uit werk en woning" niet alleen afhangt van het belastbare inkomen uit werk en woning, maar ook van de bij het bepalen van het belastbare inkomen uit werk en woning aftrekbare kosten met betrekking tot een eigen woning. De facto is de heffingsgrondslag dus niet één bedrag, maar een tweetal bedragen; anders gezegd: er zijn hier twee  heffingsgrondslagen.
- Het belastbare inkomen uit aanmerkelijk belang.
- Het belastbare inkomen uit sparen en beleggen (artikel 2.13 bepaalt dat het tarief 30% is). Hierbij wordt impliciet gesteld dat de heffingsgrondslag in box 3 het belastbare inkomen uit sparen en beleggen is. Dit is het voordeel uit sparen en beleggen verminderd met het daarvoor in aanmerking komende deel van de persoonsgebonden aftrek. Het voordeel uit sparen en beleggen wordt gesteld op 4% van de grondslag sparen en beleggen. De grondslag sparen en beleggen is de rendementsgrondslag voor zover die meer bedraagt dan het heffingvrije vermogen. Er is dus in het kader van box 3 sprake van drie verschillende grootheden die grondslag worden genoemd, corresponderend met drie stadia van berekening van de belasting (met daarnaast de vierde, soortgelijke grootheid voordeel uit sparen en beleggen). Hiervan is alleen het belastbare inkomen uit sparen en beleggen op zichzelf voldoende (bij het gegeven tarief) om de belasting te berekenen.

De IB/PVV vóór toepassing van de heffingskortingen kan dus worden berekend uit vier heffingsgrondslagen. De heffingskortingen hangen ook nog af van twee aanvullende grondslagen. Eén is onderdeel van het belastbare inkomen uit werk en woning, namelijk de arbeidsinkomsten, en één staat los van de berekening van de vier heffingsgrondslagen, namelijk het bedrag van de groene beleggingen.
Zorgverzekeringswet:
- De inhoudingsplichtige is een inkomensafhankelijke bijdrage verschuldigd over het door hem verstrekte loon of werkloosheids- of arbeidsongeschiktheidsuitkering, volgens het uniforme loonbegrip.
- De verzekeringsplichtige is een inkomensafhankelijke bijdrage (IAB) verschuldigd over het in een kalenderjaar genoten bijdrage-inkomen. Het bijdrage-inkomen is het gezamenlijke bedrag van hetgeen door de verzekeringsplichtige is genoten aan:
  - AOW-uitkering, pensioen, lijfrente
  - andere inkomsten in box 1, zonder aftrek van aftrekposten.

Voor de combinatie IB/PVV/IAB is er dus naast de bovengenoemde zes heffingsgrondslagen nog een zevende. Van deze zeven hebben er vijf betrekking op het inkomen uit werk en woning: de aftrekbare kosten met betrekking tot een eigen woning, het resulterende inkomen uit werk en woning, de arbeidsinkomsten en de IAB-grondslag (deze twee overlappend, de een niet bevat in de ander) en het (pre)pensioen (een deel van de niet-arbeidsinkomsten in de IAB-grondslag).
Overige voorbeelden:
- Wet op de vennootschapsbelasting 1969 - de heffingsgrondslag is de belastbare winst minus verrekenbare verliezen
- Wet op de omzetbelasting 1968 - de heffingsgrondslag is de bij een levering of dienst in rekening gebrachte vergoeding (prijs)
- Communautair Douanewetboek - de heffingsgrondslag is de douanewaarde van de in het vrije verkeer gebrachte goederen